# 경성영창학교 농구단
경성영창학교 농구단(京城英彰學校籠球團)은 대한민국 서울특별시에 있었던 농구 선수단이다. 경성영창학교가 운영했던 U-18 농구단이며, 1924년 이전에 창단되었고 1949년 이후에 해단되었다.

## 시즌별 성적
| 시즌 | 대회                         | 참가 | 경기 | 승 | 무 | 패 | 득 | 실 | 차  | 승률  | 순위   |
| ---- | ---------------------------- | ---- | ---- | -- | -- | -- | -- | -- | --- | ----- | ------ |
| 1925 | 전조선농구전                 | 13   | 3    | 2  | 0  | 1  | 62 | 53 | +9  | 0.667 | 준우승 |
| 1925 | 전조선중등학교농구대회 (A팀) | 10   | 1    | 0  | 0  | 1  | 8  | 13 | -5  | 0.000 | 14강   |
| 1925 | 전조선중등학교농구대회 (B팀) | 10   | 3    | 2  | 0  | 1  | 53 | 29 | +24 | 0.667 | 4강    |

## 수상 기록
| 시즌 | 대회         | 수상   |
| ---- | ------------ | ------ |
| 1925 | 전조선농구전 | 준우승 |

## 참고 문헌
- “스포츠지원포털 등록 현황”. 대한체육회.
- “대한체육회 국내종합경기대회”. 대한체육회.
- 《대한체육회 50년》. 대한체육회. 1970. 2020년 11월 8일에 원본 문서에서 보존된 문서. 2022년 11월 5일에 확인함.
- 《대한체육회 70년사》. 대한체육회. 1990. 2020년 11월 8일에 원본 문서에서 보존된 문서. 2022년 11월 5일에 확인함.
- 《대한체육회 90년사》. 대한체육회. 2011. 2020년 11월 8일에 원본 문서에서 보존된 문서. 2022년 11월 5일에 확인함.
- 대한체육회 100주년 기념사업부 (2020). 《대한민국 체육 100년》. 대한체육회.

## 같이 보기
- 경성영창학교 축구단
- 황성기독교청년회학관 야구단
- 황성기독교청년회학관 육상단